# Christian Pfeiffer (Motorsportler)

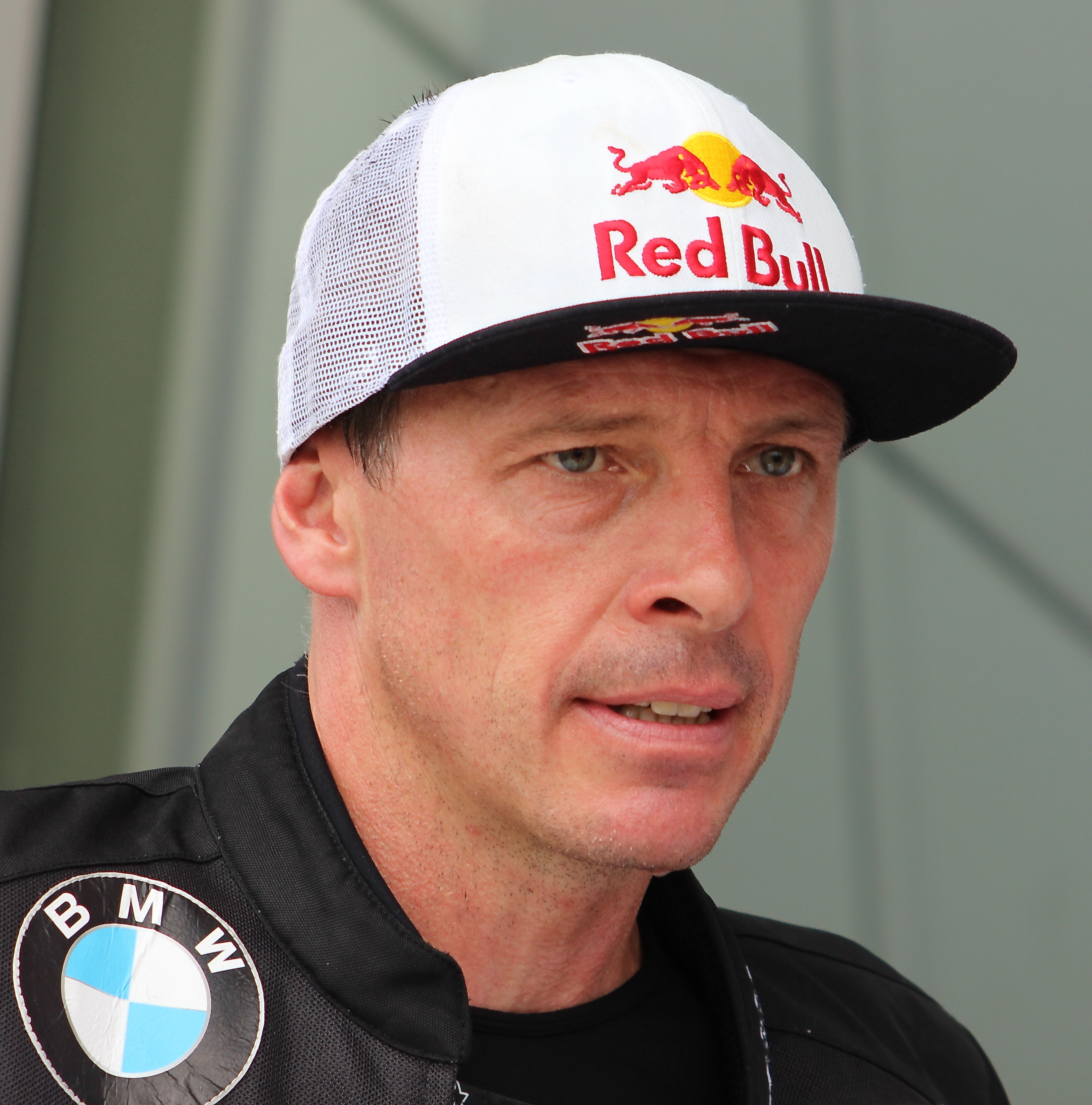
Christian Pfeiffer (Juli 2014)

Christian Pfeiffer (* 20. April 1970 in Schongau; † 12. März 2022 in Trauchgau; Pseudonym: CP) war ein deutscher Stunt-, Trial- und Endurofahrer. Er gewann viermal das im Rahmen des ErzbergRodeos stattfindende Red Bull Hare Scramble, war viermal Stunt-Riding-Weltmeister, viermal Stunt-Riding-Europameister und war unter anderem deutscher Trial-Pokal-Sieger sowie deutscher Trial-Juniorenmeister.

## Biografie
Christian Pfeiffer, dessen Spitzname Pfiff war und der unter dem Pseudonym CP auftrat, bestritt 1980 im Alter von 10 Jahren bereits sein erstes Trial-Rennen. In den darauf folgenden Jahren ermöglichte ihm sein Vater die Teilnahme an weiteren Trial-Wettbewerben, die er erfolgreich bestritt. So konnte er bis 1990 zirka 300 Pokale gewinnen. 1985 wurde Christian deutscher Jugendmeister und 1988 Deutscher Meister in der B/C-Lizenzklasse der Trialmeisterschaft. Nachdem er das Abitur absolviert hatte, studierte er in München Sport und Biologie.
Während seiner Studienzeit beendete er seine Triallaufbahn und wechselte zum Freestyle Riding. Abends nutzte er auf Münchner Parkplätzen die lokalen Möglichkeiten, um mit seinem Trialmotorrad akrobatische Kunststücke zu üben. Seine Kunststücke blieben nicht unbemerkt und schon bald verkaufte er sich und seine Show deutschlandweit und finanzierte damit sein Studium. Kurze Zeit später erhielt Christian seinen ersten, großen Auftritt als Showfahrer in der Olympiahalle München, womit er sich nach und nach profilierte und 1996 ins Profilager wechselte. Neben den Shows kam er 1996 beim Gilles Lalay Classic als Finisher ins Ziel, gewann die Offroad Challenge und fuhr seinen ersten von vier Siegen beim ErzbergRodeo ein.
In den darauf folgenden Jahren stellte Christian einige Weltrekorde auf, wie z. B. 1997 die neue Bestmarke im Weitsprung über 33 nebeneinander liegende Personen ohne Rampe. Als er im April 1999 im Rahmen der Guinness-Show der Rekorde bei dem Versuch, den eigenen Rekord zu überbieten wegen eines technischen Defektes zum Sturz kam, erlitt er mehrere komplizierte Knochenbrüche. Nach einigen Operationen sowie monatelanger Reha-Maßnahmen war er so weit genesen, dass er ein weiteres Mal am ErzbergRodeo teilnehmen konnte und diesen Wettkampf ebenfalls gewann.
Pfeiffer nahm sich am 12. März 2022 nach einem langen Kampf gegen Depressionen das Leben.

## Sportliche Erfolge
1985
Deutscher Meister Junioren im Trial
1988
Deutscher OMK Pokalsieger Trial
1996
Sieger der Offroad Challenge
Sieger des Red Bull Hare Scramble, Eisenerz, Österreich
1997
Sieger des Red Bull Hare Scramble, Eisenerz, Österreich
2000
Sieger des Red Bull Hare Scramble, Eisenerz, Österreich
2003
Sieger des World Stunt Riding Championship, Bechyně, Tschechien
2004
Sieger des European Stunt Riding Championship, Frutigen, Schweiz
Sieger des Red Bull Hare Scramble, Eisenerz, Österreich
2006
Sieger des European Stunt Riding Championship, Kiikala, Finnland
Sieger der Stuntwars, Lakeland, Florida
2007
Sieger der Indoor Streetbike Freestyle World Championship, Zürich, Schweiz
Sieger des European Stunt Riding Championship, Amsterdam, Niederlande
2008
Sieger des Stuntriding World Championship, Zürich, Schweiz
Sieger des European Stunt Riding Championship, Röthis, Österreich
2009
Sieger des Stuntriding World Championship, Zürich, Schweiz
Sieger der Stunt Riding German Open, Hockenheim, Deutschland
2010
Sieger der Stunt Riding German Open, Hockenheim, Deutschland
Sieger der Stunt Riding German Championships, Hockenheim, Deutschland